# Butjadingen
Butjadingen er en halvø i Nordsøen mellem Jadebusen og Wesers munding i Tyskland og et historisk område i Øst-Frisland. Butjadingen er tillige en kommune i Landkreis Wesermarsch, i den tyske delstat Niedersachsen, beliggende mellem byerne Wilhelmshaven og Bremerhaven. Kommunen har 6.184 indbyggere (2013).

## Geografi
Butjadingen ligger i det nordtyske lavland ved Nordsøen. Området præges af marskland.

## Historie
Halvøen dannedes ved kraftige stormfloder i middelalderen. Butjadingen var tidvis en øst-frisisk bonderepublik og var der efter behersket af Bremen og sidst Oldenburg.
Flere bebyggelser i området er blevet ødelagte i forbindelse med stormfloder. Ved julestormfloden 1717 døde en tredjedel af områdets befolkning. Efter julestormfloden forstærkedes digerne, og Butjadingen blev atter en halvø med forbindelse med fastlandet.
Den nuværende kommune Butjadingen dannedes i forbindelse med kommunalreformen i 1974, da Langwarden, Burhave og Stollhamm blev lagt sammen til en kommune med Burhave som hovedby.

## Erhvervsliv
I dag præges Butjadingen af turisme, jordbrug og fiskeri.
Vigtiga turiststeder er Tossens, Burhave, Eckwarderhörne, Ruhwarden og Fedderwardersiel. I kommunen findes mange cykelstier. Dele af kommunen indgår i Nationalpark Niedersächsisches Wattenmeer. I Fedderwardersiel findes et informationscenter for nationalparken.
- Dige ved Tossens
- Tossens
- Cykelsti ved diget mod havet
- Vadehavet ved ebbe
- Afvanding sker blandt andet ved kanaler
- Butjadingen efter uvejr
- Vindkraftværk
- Orgel i St. Laurentiuskirken